# ゴールデンボーイ・プロモーションズ
ゴールデンボーイ・プロモーションズ（英文 Golden Boy Promotions, Inc.）は、アメリカ合衆国のロサンゼルスに拠点を置く大手ボクシングプロモーション会社。社名は会社設立者であるオスカー・デ・ラ・ホーヤの愛称に由来している。軽量級から重量級まで偏ることなく多くのスター選手と契約し、トップランク社と並んで2大ボクシングプロモーターとされていたが、2015年に所属していたスター選手が大量離脱して以降は手薄な状態が続いている。DAZNに試合を提供している。 

## 組織の主要担当者
- オスカー・デ・ラ・ホーヤ(会社設立者、主要株主、会長、最高経営責任者)
- エリック・ゴメス(社長、マッチメーカー)
- ロベルト・ガスパーリ(最高執行責任者)
- ラミロ・ゴンサレス(PRディレクター)
- バーナード・ホプキンス(共同出資者、副社長)
- ロベルト・ディアス(ヘッドマッチメイカー)

## 歴史
- 2002年、6階級制覇を達成したオスカー・デ・ラ・ホーヤがボブ・アラムのトップランク社から独立する形で設立。リチャード・シェイファーが最高経営責任者(CEO)に就任。エリック・ゴメスがマッチメーカーに、ジェレミー・ヒックスが専属会計士に就任。

- 2004年、ミドル級4団体統一世界王者バーナード・ホプキンスとプロモーター契約を交わし、アメリカ東部地区業務執行社員に就任[1]。

- 2007年5月5日、MGMグランド・ガーデン・アリーナでオスカー・デ・ラ・ホーヤVSフロイド・メイウェザー・ジュニアを開催。当時のペイ・パー・ビュー記録を塗り替えるなど大成功を収めた興行となった。

- 2005年7月、シェーン・モズリーが選手管理業務執行社員に就任、マルコ・アントニオ・バレラがメキシコ国内業務執行社員に就任[1]。

- 2006年7月、ロナルド・ライトのプロモーションであるウィンキー・プロモーションズとの提携を発表、ロナルド・ライトが入社する[2]。

- 2007年、ブルース・ビンコーが最高マーケティング責任者(CMO)として入社[3]。

- 2008年、総合格闘技進出を目論んで衣料ブランドのアフリクション・クロージングと提携し、新興総合格闘技団体Afflictionを立ち上げた[4]

- 2008年7月、マルコ・アントニオ・バレラが退社[5]。

- 2008年12月6日、MGMグランド・ガーデン・アリーナでオスカー・デ・ラ・ホーヤVSマニー・パッキャオをトップランク社と共催。デ・ラ・ホーヤはこの試合で選手を引退した。

- 2010年12月、ライバルプロモーターのトップランク社と契約しているマニー・パッキャオと対戦するために、シェーン・モズリーが退社[6]。

- 2012年9月15日、この日の興行で一番良いノックアウト勝利を収めた選手に賞金が贈られる興行『ノックアウトキング』を開催、ホセシート・ロペスを5回TKOで下したサウル・アルバレスが賞金5万ドルを獲得した[7]。2013年7月22日には第2回の『ノックアウトキング2』を開催、ディエゴ・ガブリエル・チャベスに10回KOで勝利したキース・サーマンが賞金1万ドルを獲得した[8]。

- 2012年10月20日、バークレイズ・センターで同会場初のボクシング興行を開催。ラスベガスやカリフォルニアに集中していた興行を分散し、ニューヨークでの興行を再度活性化することを目的として定期興行独占契約を結んだ。

- 2013年3月、ゴールデンボーイプロモーションズ主催の試合を定期的に数多く放送してきたケーブルテレビ局のHBOが、今後はゴールデンボーイプロモーションズ所属選手の試合を放送しない方針を発表した[9]。これにより、HBOのライバルケーブルテレビ局でもあるShowtimeへの放送依存度が従来よりさらに高まった。HBOがゴールデンボーイプロモーションズ所属選手の試合放送中止を決定したのは、HBOと条件面が折り合わなかったフロイド・メイウェザー・ジュニアがHBOからShowtimeへ移籍したこと、Showtimeスポーツ部門のトップ責任者にゴールデンボーイプロモーションズの元弁護士が就任したことで、Showtimeとゴールデンボーイプロモーションズがより親密になったことを嫌ったためと言われた。

- 2013年5月4日、メイウェザー・ジュニアがHBOからShowtimeへ移籍後初試合。ロバート・ゲレーロとのWBC世界ウェルター級王座統一戦をメイウェザー・プロモーションズと共催。キャッチフレーズは「メイ・デー」。

- 2013年8月、ケーブルテレビ局  Fox Sports 1で、主にゴールデンボーイプロモーションズ所属の若手選手が出場するボクシング中継番組「ゴールデンボーイ・ライブ」を放送開始[10]。

- 2013年9月14日、『ザ・ワン』と題されたメイウェザー・ジュニアとサウル・アルバレスの無敗対決をメイウェザー・プロモーションズと共催。ペイ・パー・ビューの収入とチケットの収入で当時のボクシング歴代最高記録を打ち立てるなど大成功を収めた興行となった。

- 2014年5月3日、MGMグランド・ガーデン・アリーナでマルコス・マイダナVSメイウェザー・ジュニアのウェルター級王座統一戦をメイウェザー・プロモーションズと共催。キャッチコピーは「ザ・モメント(特別な瞬間)」。

- 2014年6月2日、実質的に会社を取り仕切ってきた最高経営責任者(CEO)のリチャード・シェイファーが辞任を発表[11]。6月14日、シェイファーの側近であった最高執行責任者(COO)ブルース・ビンコーと、シェイファーの秘書ニコル・ベセラが辞任を発表[3][12]。

- 2014年6月26日、ゴールデンボーイプロモーションズがリチャード・シェイファーに対して5000万ドルの損害賠償を求めて裁判所へ提訴する[13]。

- 2014年6月30日、デ・ラ・ホーヤが副最高執行責任者(COO)のアーマンド・ゲイタン、執行副社長のラウル・ハイメス、マーケティング統括責任者のニコル・スパークスの3人を解雇。ハイメスはシェイファーの妻の親戚、ゲイタンは先に退社していたニコル・ベセラの夫と、いずれもシェイファーと関係の深い人物だった[14]。

- 2014年9月23日、デ・ラ・ホーヤとHBOスポーツ社長ケン・ハーシュマンがサウル・アルバレスとHBOの複数試合契約を発表。この契約はゴールデンボーイプロモーションズとHBOの復縁のきっかけとなり、HBOがゴールデンボーイプロモーションズ所属選手の試合を放送再開することに繋がった[15]。

- 2014年10月、2008年にゴールデンボーイプロモーションズの株式を購入して以来、一切の配当が無かったことを理由に、大株主のアンシュッツ・エンターテイメント・グループ（株式20％保有）とガブリエル・ブレナー（株式12％保有）が株式の買い取りを要請し、デ・ラ・ホーヤが要請に応じ株式を買い戻した。この結果、株式の保有率はデ・ラ・ホーヤが87％、リチャード・シェイファーが8％、バーナード・ホプキンスが5％となった[16]。

- 2014年11月8日、ボードウォーク・ホールでWBA・IBF世界ライトヘビー級スーパー王座バーナード・ホプキンスがWBO世界ライトヘビー級王者セルゲイ・コバレフとの3団体統一戦の開催。ゴールデンボーイプロモーションズの所属選手の試合を一切放送しないと発表していたHBOが久々にゴールデンボーイプロモーションズの所属選手の試合を放送した。

- 2015年1月9日、元最高経営責任者(CEO)リチャード・シェイファーの裁判が和解に至るが、和解条件の一環としてゴールデンボーイプロモーションズは、サウル・アルバレス、ルーカス・マティセー、バーナード・ホプキンス、アミール・カーン（後に離脱）、ポール・マリナッジ（後に離脱）などを除く、ほとんどの所属スター選手のプロモート権を放棄し、大量の所属選手が同プロモーションを離脱した(離脱した選手のほとんどがアル・ヘイモンと関係が深いプロモーターと契約した)。また、リチャード・シェイファーも和解条件の一環として同プロモーションの株式を手放した他に、ボクシングプロモーターとして働く事を一定期間禁止されることになった[17][18][19]。

- 2015年3月6日、ゴールデンボーイプロモーションズ所属の新人選手育成を目的にした定期興行「L.A.ファイト・クラブ」が開催[20]。これは同じコンセプトで2009年から2012年までL.A.ライブ内のクラブ・ノキアで開催されていた定期興行「ファイト・ナイト・クラブ」を再開させたものである[21]。

- 2015年5月6日、オスカー・デ・ラ・ホーヤとバーナード・ホプキンスが原告となり、アル・ヘイモンと、その関連企業のヘイモン・デベロップメント、ヘイモン・スポーツ、ヘイモン・ボクシング、ヘイモン・ボクシング・マネージメントなど、そしてアル・ヘイモンに出資している投資会社のワッデル＆リード・ファイナンシャルなどに対して、反トラスト法（独占禁止法）とモハメド・アリ改正法に違反しているとして、3億ドルの損害賠償を求めて訴訟を起こした[22][23]。

- 2015年6月30日、ケーブルテレビ局 Fox Sports 1との契約が終了。これに伴い同局で2013年8月から放送していたボクシング中継番組「ゴールデンボーイ・ライブ」の放送も終了した[24]。

- 2015年9月4日、スペイン語ケーブルテレビ局のエストレージャTVと契約。新人選手育成を目的にした定期興行「L.A.ファイト・クラブ」を中心に放送開始[25]。

- 2015年11月21日、マンダレイ・ベイ・イベント・センターでミゲール・コットとサウル・アルバレスによるWBC世界ミドル級タイトルマッチ「エル・ソムブレノ（影の戦）」をロック・ネイション・スポーツと共催。

- 2017年1月20日、アメリカのスポーツチャンネル・ESPNと2年契約を結び、同年3月23日からESPN2で定期放送がスタートすることを発表した[26][27]。

- 2018年7月2日、Facebookと試合の配信契約を交わしたことを発表した[28]。

- 2018年10月17日、ストリーミング配信サービスのDAZNと5年間の配信契約を交わしたことを発表した[29][30]。

- 2018年9月24日、総合格闘技部門の「ゴールデンボーイMMA」を新たに立ち上げ、チャック・リデルVSティト・オーティズ第3戦をメインイベントにした興行を開催した[31]。

- 2020年9月8日、所属選手のサウル・アルバレスから、社長のオスカー・デ・ラ・ホーヤと共に、契約違反や詐欺、隠蔽等があったとして、2億8千万ドル（約300億円）の損害賠償請求と契約解除を求める訴訟を起こされた[32][33]。11月6日に交渉が合意に達して、アルバレスがゴールデンボーイ・プロモーションズから離脱することが発表された[34]。

- 2024年7月22日、サウジアラビアの娯楽庁長官トゥルキ・アラルシクが主催する興行「リヤド・シーズン」と提携契約を交わしたことが発表された[35]。

## 主な所属選手
- ヒルベルト・ラミレス
- バージル・オルティス・ジュニア
- ウィリアム・セペダ
- ライアン・ガルシア
- フロイド・スコフィールド
- オスカー・コラーゾ（2019年12月契約）[36]
- ホセ・カルロス・ラミレス（トップランクから移籍）
- アーノルド・バルボサ・ジュニア（トップランクから移籍）[37]
- ベクテミル・メリクジエフ
- チャールズ・コンウェル
- ジョセフ・ディアス
- オハラ・デービス
- マーレン・エスパーザ（2016年12月契約、女子選手初のゴールデンボーイプロモーションズ契約選手）[38]
- ガブリエラ・フンドラ（2024年1月契約、サンプソン・ボクシングと共同プロモート）[39]

## 元所属・元契約選手
- サウル・アルバレス
- ファン・マヌエル・マルケス(トップランクへ移籍)
- ティモシー・ブラッドリー(トップランクへ移籍)
- デオンテイ・ワイルダー(2015年1月に離脱)
- エイドリアン・ブローナー(2015年1月に離脱)
- キース・サーマン(2015年1月に離脱)
- ダニー・ガルシア(2015年1月に離脱)
- ショーン・ポーター(2015年1月に離脱)
- マルコス・マイダナ(2015年1月に離脱)
- レオ・サンタ・クルス(2015年2月に離脱)
- アブネル・マレス(2015年1月に離脱)
- アンドレ・ベルト(2015年1月に離脱)
- ダニエル・ジェイコブス(2015年1月に離脱)
- ゲーリー・ラッセル・ジュニア(2015年1月に離脱)
- エリスランディ・ララ(2015年1月に離脱)
- ラモン・ピーターソン(2015年1月に離脱)
- ロバート・ゲレーロ(2015年1月に離脱)
- オースティン・トラウト(2015年1月に離脱)
- ビクター・オルティス(2015年1月に離脱)
- オマール・フィゲロア(2015年1月に離脱)
- デボン・アレクサンダー(2015年1月に離脱)
- ピーター・クイリン(2015年1月に離脱)
- アルフレド・アングロ(2015年1月に離脱)
- ポール・マリナッジ(2015年1月に離脱)
- アミール・カーン
- ザブ・ジュダー
- バーナード・ホプキンス
- エリック・モラレス
- ラファエル・マルケス
- イスラエル・バスケス
- ファン・マヌエル・ロペス
- アントニオ・ターバー
- ミゲール・コット（2017年12月引退）
- ユリオルキス・ガンボア（2018年3月に離脱）[40]
- 亀海喜寛(日本人初のゴールデンボーイプロモーションズ契約選手)
- ホルヘ・リナレス
- ハイメ・ムンギア（トップランクへ移籍）
- ヨカスタ・バジェ（モスト・バリュアブル・プロモーションズへ移籍）